# Chiesa di Santa Caterina d'Alessandria (Scala)
La chiesa di Santa Caterina d'Alessandria è una chiesa ubicata a Scala, nella frazione di Santa Caterina.

## Storia
Della chiesa non si conosce la precisa data di edificazione: secondo alcuni studiosi, visto il suo impianto bizantino, potrebbe essere stata costruita in un'epoca precedente al X secolo mentre, secondo altri, sarebbe stata costruita dalla famiglia dei D'Afflitto come ex voto per aver partecipato alle Crociate tra il XIII e il XIV secolo, imitando l'architettura orientale.
Nel 1619 venne realizzato con pezzi di marmo di spoglio il battistero, segno che la chiesa fosse anche parrocchia; tra il 1617 e il 1623 venne demolito l'ambone in stucco per volere del vescovo Michele Bonsio. Nel XVII il portico esterno fu restaurato in quanto pericolante, anche se durante i lavori andarono persi gli affreschi che lo decoravano: ne rimane comunque testimonianza da una descrizione redatta dal notaio De Pino tramite un atto giuridico. Tra il XVIII e il XIX secolo fu restaurata in stile barocco: nel 1800 il portico esterno crollò, non venendo più ricostruito.
Nel 1921 vennero ritoccati gli stucchi, nel 1980 si ebbe l'adeguamento liturgico dell'altare maggiore e nel 1986 venne soppressa la parrocchia per essere unita a quella di San Lorenzo. Altri lavori di restauro si ebbero tra il 2011 e il 2012 e riguardarono principalmente il consolidamento della facciata e della cupola e il rifacimento della pavimentazione.

## Descrizione
La chiesa, preceduta da un sagrato, presenta una facciata irregolare, tinteggiata in bianco: la zona inferiore è caratterizzata al centro da un arco a tutto sesto che incornicia l'unico portale d'ingresso in legno, mentre la parte superiore, divisa da quella sottostante tramite una serie di tegole in cotto, ha, nella parte sinistra, uno spiovente e una finestra quadrata, quella centrale è a capanna, con un oculo ovoidale, mentre la parte destra corrisponde al campanile. Sul lato destro si nota parte della parete della sacrestia.
Internamente ha un impianto tipico dell'architettura bizantina, mentre lo stile è barocco; è a tre navate: quella centrale è divisa dalle due laterali tramite tre colonne di spoglio in marmo, ognuna con capitelli diversi. Le colonne reggono gli archi a tutto sesto sul quale poggia la parete superiore che sorregge a sua volta la volta a crociera sia della navata centrale che di quelle laterali; al centro della navata centrale è la cupola a sesto ribassato. Le tre navate terminano con un'abside con copertura a catino; in quella centrale è posto il presbiterio: sull'altare maggiore, sollevato tramite due scalini, è posta la statua lignea di Santa Caterina d'Alessandria, una delle protettrici di Scala, e ai lati due quadri, uno raffigurante Santa Lucia, l'altro Sant'Agnello. Dall'ultima campata della navata destra si accede alla sacrestia: si tratta di un ambiente rettangolare con copertura a padiglione.
Il primo livello del campanile corrisponde alla parte bassa della facciata, il secondo e il terzo livello sono a pianta quadrata, uno con una finestra circolare, l'altro con una monofora, mentre l'ultimo livello è una torretta a base cilindrica con otto monofore cieche e cupola a forma di cono: i livelli sono divisi tra loro tramite tegole in cotto.